# سيسيل غريغ
سيسيل غريغ (بالإنجليزية: Cecil Grigg)‏ هو لاعب كرة قدم أمريكية أمريكي، ولد في 15 فبراير 1891 في ناشفيل في الولايات المتحدة، وتوفي في 5 سبتمبر 1968 في هيوستن في الولايات المتحدة.